# ولدکش
ولدکش، روستایی از توابع بخش شاهیوند شهرستان دوره در استان لرستان ایران است.

## جمعیت
این روستا در دهستان کشکان قرار دارد و براساس سرشماری مرکز آمار ایران در سال ۱۳۸۵، جمعیت آن ۳۱۰ نفر (۶۷خانوار) بوده‌است.